# 지정은제
지정은제는 청나라 때 시행된 조세제도로, 정세(丁稅)를 지세에 합쳐 지세(地稅)만 납부하게 한 은본위제 조세제도이다.
지정은제 시행 전, 청나라는 지세와 정세 모두를 징수하는 조세제도인 일조편법을 따랐다. 하지만 호구조사의 부정확과 탈세를 위한 인구수 은닉이 행해지며 정세 부과는 날이 갈수록 어려워졌다. 1713년(강희 52년), 강희제는 이러한 문제를 해결하기 위해 1711년의 정수(丁數)를 기준으로 하고 그 이후의 조사로 증가한 인구에 대해서는 정세를 부과하지 않기로 했다.
이 정책으로 전국의 정세 수취량은 고정되었으나 정세를 징수당하는 농민들이 도망하는 일이 발생하여 정세 수취량은 다시 줄기 시작하였다. 강희제는 이러한 문제를 완전히 해결하기 위해 지세 1냥당 약간의 정세를 부과하는 식의 탄정입묘(攤丁入畝) 방법을 고안하였고 이로 인해 정세가 지세로 합쳐지게 되었다. 이 방식은 광둥성에서 최초로 시행되었으며 옹정제 때에 이르러 전국으로 확대되었다.
지정은제 하에서는 세금을 은으로 냈기 때문에 세금을 내기 위한 은 수요가 증대하였고 이는 서양 국가와의 대외 무역에 영향을 미쳐 중국의 특산물(비단, 도자기 등)과 은을 교환하는 무역 형태를 정착시켰다. 1800년~1839년까지 중국에 밀수된 아편으로 인하여 유출된 은의 양은 대략 6억 냥 정도로 추정한다. 이 같은 은의 유출은 지정은제를 위협했다.  즉 은과 동전의 교환 비율이 1:800에서 1:1,500~2,100까지 급변했다. 결국 민생을 도탄에 빠뜨리는 결과를 가져올 것이었다. (↔제1차 아편 전쟁) 또한 그동안 은닉하고 있던 인구가 새로이 호적부에 추가되면서 인구가 급증하는 경향을 보였다.